# Яо (африканский народ)
Яо (самоназвание — ваяо) — народ группы банту на западе Малави, живущий по берегам озера Ньяса, там их ок. 1,4 млн человек (оц. 1992), на севере Мозамбика (св. 560 тыс. человек), на юге Танзании (св. 571 тыс. человек).
Традиционная родина яо находится между реками Рувума и Лугонья на севере Мозамбика.

## История
Яо прибыли в южный регион Малави в 1830 году, когда они были активны в качестве работорговцев на побережье Мозамбика. Имели тесные связи с арабами на побережье в конце XIX века, и приняли некоторые части их культуры, такие, как архитектура и ислам, но всё ещё сохранили свою собственную национальную идентичность. Когда арабы прибыли на восточное побережье Африки, они начали торговать с людьми яо, в основном, рабами и слоновой костью, в обмен на одежду и оружие. Из-за участия яо в прибрежной торговле они стали одним из самых богатых и влиятельных племен в Южной Африке. Их тесное сотрудничество с арабами дало им доступ к огнестрельному оружию, что давало им преимущество в многочисленных войнах против соседних народов и активном сопротивлении немецким войскам, которые пытались колонизировать Юго-Восточную Африку (Танзания, Руанда и Бурунди).
Наиболее важным результатом деятельности главы племени Матака было принятие всей нацией ислама на рубеже XX века и после Первой мировой войны. Дело в том, что британцы и португальцы, которые были христианами, пытались остановить работорговлю яо, нападая на некоторые караваны с рабами на побережьях, они освобождали рабов и забирали слоновую кость себе. Вождь Матака решил, что принятие христианства окажет негативное экономическое воздействие на его народ, в то время как ислам предлагал им социальную систему, которая ассимилирует их традиционную культуру.

## Яо в Мозамбике
Этногеографический центр народа яо расположен в небольшой деревне под названием Чикононо, в северо-западной провинции Мозамбика. В настоящее время минимальная оценка численности яо, живущих в Мозамбике — свыше 685 тыс. человек. Они в значительной мере занимают восточную и северную часть провинции Ньяса и составляют около 40 % населения Личинга, столицы этой провинции.

## Быт

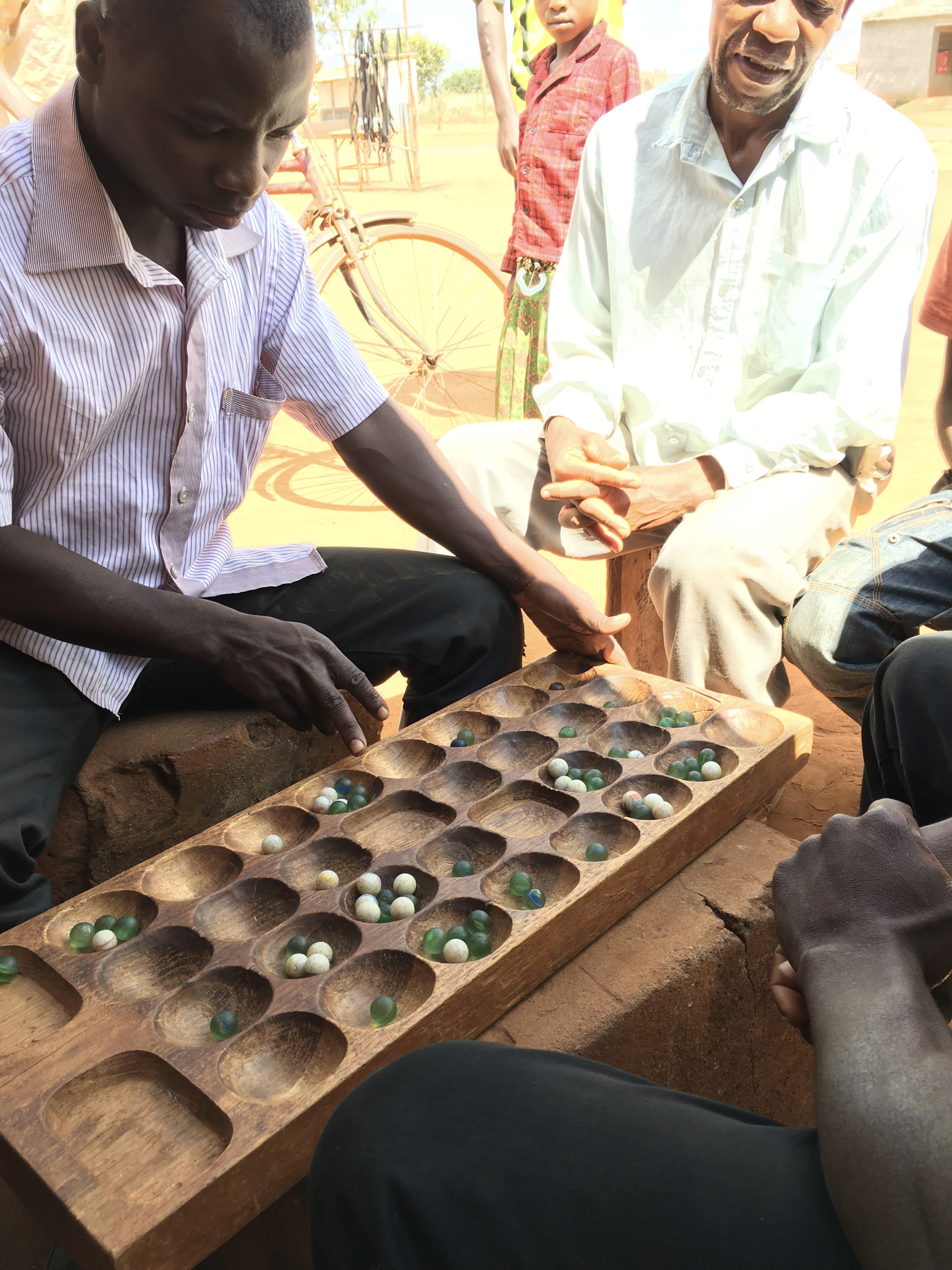
Мужчины яо в Мозамбике играют в игру бао.

Племена образовывали неустойчивые союзы. Традиционные поселения разбросанные, иногда компактные, линейной планировки. Испытали влияние суахили. Жилище прямоугольное, переплетено бамбуком, стены обмазаны глиной, крыша двускатная из травы или сплетённая из листьев пальм. Зернохранилище, мелкий скот и куры помещаются внутри дома.
Основное традиционное занятие — подсечно-огневое ручное земледелие, скот разводят исключительно на мясо. Были развиты выплавка и обработка железа, изготовляли материи из луба. В Танзании и Мозамбике существуют кооперативные формы хозяйства. Богатая культура, традиции, и музыка. Традиционная одежда утрачена.

## Традиционная социальная организация
Традиционно широкое распространение имела полигиния. Сохраняются матрилатеральные экзогамные родовые группы, тотемные большие семьи, за первенца принимается старшая девочка в семье (Гиренко 1999: 669). Правило преемственности было к старшему сыну старшей сестры (Sanderson 1920: 370). Однако, если правитель и его советники считали кандидатуру неподходящей или в случае смерти преемника, власть переходила к младшему сыну старшей сестры, к младшему сыну младшей сестры и только затем к сыну собственной дочери (Sanderson 1920: 370).

## Религия

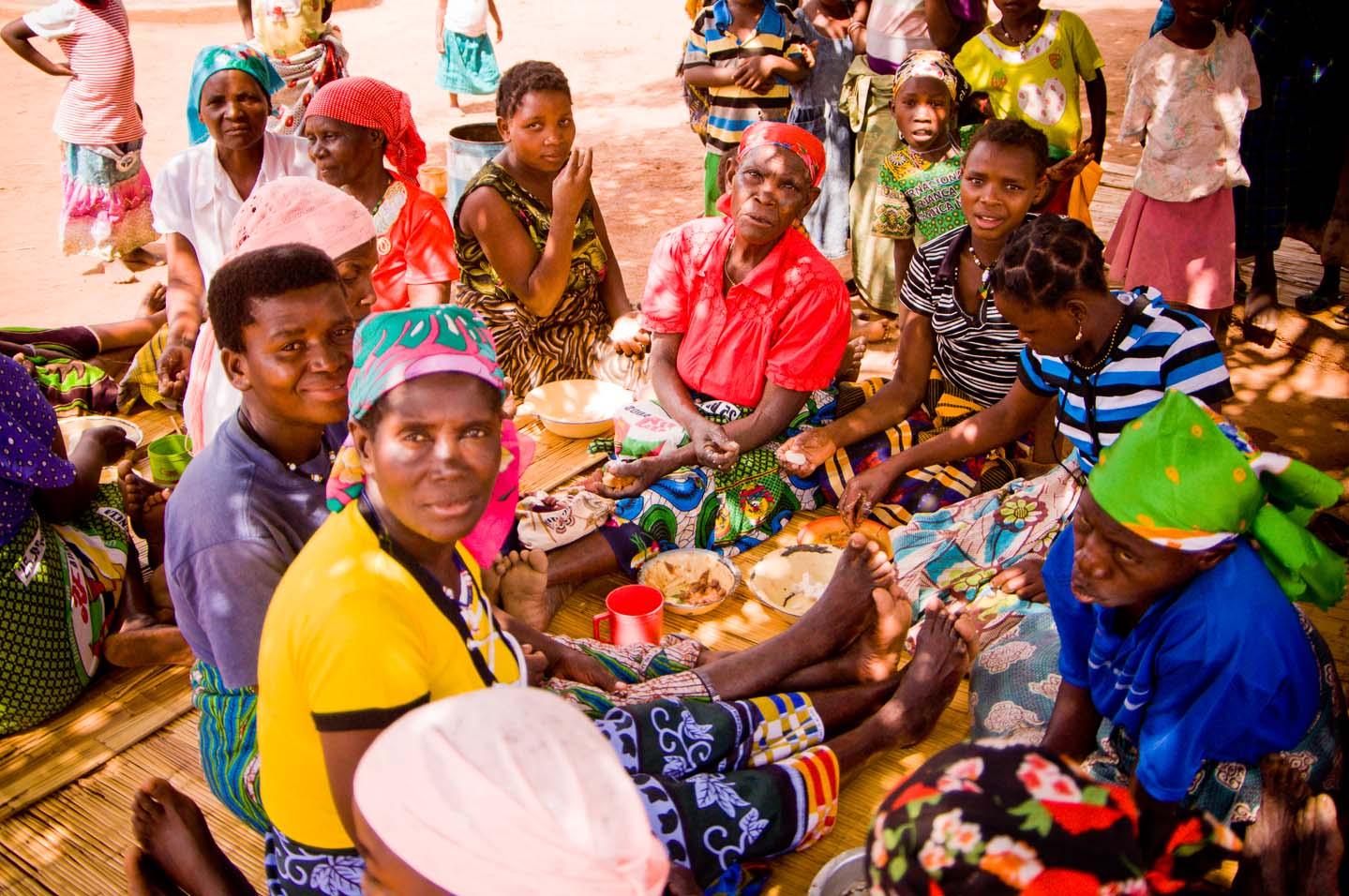
Женщины яо в Мозамбике отмечают Ид-аль-Фитр.

Религия — ислам суннитского толка, однако ислам, который они приняли, не ортодоксальный, как в Иране или Саудовской Аравии, он полностью смешался с их традиционными системами верований.

## Язык
Язык ваяо относится к восточной группе языков банту, известный как Chiyao (chi — префикс класса «язык»). Этот язык распадается на диалекты — амакале, масакинга, мангочи, мвембе. Они также говорят на официальном языке страны их проживания: суахили в Танзании, английский язык в Малави и Танзании, португальский в Мозамбике.